# Inkijkmuseum
Het Inkijkmuseum is een klein museum dat zich bevindt in het spoelhuisje van de voormalige linnenfabriek Van den Briel & Verster aan de Dommelstraat te Eindhoven.
De fabriek werd gesloten in 1936 en het spoelhuisje kwam enige tijd leeg te staan om vervolgens onder meer gebruikt te worden als fietsenstalling van de politie, open jongerencentrum de Effenaar en Cultureel Centrum 2B. Daarnaast werd het bewoond door particulieren.
Sedert 21 maart 2004 is de benedenverdieping als "inkijkmuseum" in gebruik. Dit betekent dat in het huisje een tentoonstelling is ingericht die van buitenaf, door de ramen, bekeken kan worden. De tentoonstelling kan bijvoorbeeld een verzameling kunstwerken, muziekinstrumenten of volkenkundige voorwerpen omvatten, dan wel voorwerpen die met een bepaalde gebeurtenis uit het verleden te maken hebben.
Na een periode van verbouwing werd het museum op 17 oktober 2008 weer heropend.